# Milwaukee Bucks 2006-2007
La stagione 2006-07 dei Milwaukee Bucks fu la 39ª nella NBA per la franchigia.
I Milwaukee Bucks arrivarono quinti nella Central Division della Eastern Conference con un record di 28-54, non qualificandosi per i play-off.

## Roster
| N° | Naz.                   | Ruolo | Sportivo           | Anno | Alt. | Peso |
| -- | ---------------------- | ----- | ------------------ | ---- | ---- | ---- |
| 3  | Stati Uniti (bandiera) | G     | Lynn Greer         | 1979 | 188  | 79   |
| 5  | Stati Uniti (bandiera) | G     | Steve Blake        | 1980 | 191  | 78   |
| 6  | Australia (bandiera)   | C     | Andrew Bogut       | 1984 | 213  | 111  |
| 11 | Stati Uniti (bandiera) | G     | Earl Boykins       | 1976 | 165  | 61   |
| 12 | Stati Uniti (bandiera) | G     | Chris McCray       | 1984 | 196  | 87   |
| 19 | Turchia (bandiera)     | A     | Ersan İlyasova     | 1987 | 206  | 107  |
| 22 | Stati Uniti (bandiera) | G     | Michael Redd       | 1979 | 198  | 100  |
| 23 | Stati Uniti (bandiera) | A     | Ruben Patterson    | 1975 | 196  | 102  |
| 24 | Stati Uniti (bandiera) | G     | Julius Hodge       | 1983 | 201  | 95   |
| 25 | Stati Uniti (bandiera) | G     | Mo Williams        | 1982 | 185  | 84   |
| 31 | Stati Uniti (bandiera) | A     | Charlie Villanueva | 1984 | 211  | 109  |
| 34 | Stati Uniti (bandiera) | A     | David Noel         | 1984 | 198  | 104  |
| 42 | Stati Uniti (bandiera) | G     | Charlie Bell       | 1979 | 191  | 91   |
| 50 | Paesi Bassi (bandiera) | C     | Dan Gadzuric       | 1978 | 211  | 109  |
| 52 | Croazia (bandiera)     | C     | Damir Markota      | 1985 | 208  | 102  |
| 54 | Stati Uniti (bandiera) | A     | Brian Skinner      | 1976 | 206  | 116  |
| 55 | Stati Uniti (bandiera) | C     | Jared Reiner       | 1982 | 211  | 116  |

## Staff tecnico
- Allenatori: Terry Stotts (23-41) (fino al 14 marzo)[1], Larry Krystkowiak (5-13)
- Vice-allenatori: Larry Krystkowiak (fino al 14 marzo), Lester Conner, Brian James, Mike Sanders